# Giorgio Perlasca
Giorgio Perlasca   (Como, 31 de gener de 1910 - Pàdua, 15 d'agost de 1992) va ser un italià que es va fer passar per cònsol espanyol a Hongria durant l'hivern de 1944 i va salvar més de cinc mil jueus dels nazis i de l'Holocaust.

## Biografia
Perlasca va néixer a Como i va créixer a Maserà, província de Pàdua. Durant la dècada de 1920, va seguir el feixisme, va lluitar a l'est d'Àfrica durant la invasió d'Etiòpia i en la Guerra Civil espanyola (Corpo di Truppe Volontarie), en què va rebre un salconduit per portar a terme missions diplomàtiques per l'Espanya del dictador Francisco Franco.
Durant la Segona Guerra Mundial, Perlasca va treballar obtenint proveïments per a l'exèrcit italià als Balcans. Quan els nazis van ocupar Hongria al març de 1944, en lloc de retirar-se juntament amb altres diplomàtics (Itàlia ja s'havia rendit als aliats en aquesta data), es va refugiar a l'ambaixada espanyola de Budapest, convertint-se de forma immediata en ciutadà espanyol amb el nom de Jorge Perlasca en virtut del seu estatus de veterà de la Guerra Civil espanyola. Va treballar amb l'encarregat de negocis Àngel Sanz Briz i altres diplomàtics d'estats neutrals per treure de manera il·legal jueus del país.
Davant la imminent arribada de l'exèrcit Roig a Budapest, Sanz Briz va ser traslladat a Suïssa a la fi de novembre de 1944, i el govern hongarès va ordenar l'evacuació de l'edifici de l'ambaixada espanyola i altres edificis extraterritorials on es refugiaven els jueus. Perlasca immediatament va donar el fals anunci que Sanz Briz estava a punt de tornar d'una curta absència i que l'havia nomenat cònsol d'Espanya.
Durant l'hivern, Perlasca va ser molt actiu amagant, donant cobertura i alimentant milers de jueus a Budapest, així com expedint salconduits basats en la llei de dret a la ciutadania espanyola que havia aprovat Miguel Primo de Rivera l'any 1924 per als jueus d'origen sefardita. Quan el gener de 1945 els soviètics van prendre la capital hongaresa, Perlasca va aconseguir desaparèixer, arribant a Itàlia després d'un viatge força accidentat. Quan va arribar a Itàlia, Perlasca va guardar en secret la seva increïble aventura per més de 30 anys, fins que un grup de dones d'una comunitat jueva a Hongria va començar a rastrejar el diplomàtic espanyol que havia salvat les seves vides.
Giorgio Perlasca va morir d'un atac al cor el 1992. En vida, va rebre nombroses condecoracions dels governs d'Itàlia, Hongria i Espanya, i havia estat considerat per Israel com Just entre les Nacions.
Perlasca, juntament amb Sanz Briz i altres diplomàtics espanyols, va ser homenatjat en una exposició titulada Visados para la libertad, organitzada per la Casa Sefarad a Madrid, l'any 2007.

## Condecoracions
- Just entre les nacions - Israel
- Medalla d'Or al valor civil - 25 de juny de 1992.[1]
- Gran Oficial de l'orde al Mèrit de la República Italiana - 7 d'octubre de 1991.[2]
- Gran Creu d'Isabel la Catòlica - Espanya
- Estrella al mèrit - Hongria

## Filmografia
La seva vida va inspirar una pel·lícula, El cònsol Perlasca (Itàlia-Hongria, 2002) (T. o.: Perlasca, un eroe italiano), dirigida per Alberto Negrin, protagonitzada per Lucca Zingaretti i amb música d'Ennio Morricone (La missió, Els intocables d'Elliot Ness).